# Xue Susu
Xue Susu (en chino, 薛素素: ; también conocida como Xue Wu, Xuesu, Sunjung entre otros pseudónimos; c.1564–¿1650?) fue una cortesana china. Conocida como una de las "Ocho Grandes Cortesanas de la dinastía Ming", fue una pintora y poetisa consumada, que además poseía gran habilidad con el tiro con arco a caballo. Recibió mucho reconocimiento en particular por sus cuadros de figuras, que incluían muchos temas budistas. Sus trabajos se muestran en múltiples museos de China y otros lugares. Su habilidad con el tiro con arco fue comentada por los escritores contemporáneos, al igual que sus tendencias masculinas y marciales; se consideraban una característica atractiva por los literatos de la época.
Vivió en la China Oriental, residiendo la mayor parte de su vida en las provincias de Zhejiang y Jiangsu. Tras una carrera como célebre cortesana en Nankín, Xue se casó varias veces, pero ninguna de estas uniones duró demasiado. Al final de su vida, optó por la vida de una budista reclusa.

## Biografía
Xue nació en Suzhou o Jiaxing (las fuentes contemporáneas discrepan). Según el historiador Qian Qianyi, pasó al menos algunos años de su niñez en Pekín Pasó su vida profesional en el distrito del placer Qinhuai de la capital Nankín en la década de 1580, donde se convirtió en una celebridad entre los literatos y oficiales de gobierno que frecuentaban las "casas de flores" (nombre de los burdeles en la Antigua China) allí. Era altamente selectiva con su clientela, aceptando solo hombres cultivados y eruditos como sus amantes y declinando profesar su afecto por mero beneficio financiero; sus pretendientes podían gastarse miles de taels en ella sin éxito.
En la década de 1590 regresó a Pekín, donde las fiestas y tertulias literarias que celebraba, así como sus demostraciones con el arco, cimentaron su reputación. Xue se refería a ella misma como "una caballera andante" (en Occidente se diría amazona), y tomó su nombre de una famosa guerrera de la historia china; también eligió el sobrenombre Wulang 五郎 ("quinto joven señor") como apodo. El epíteto "caballera andante" fue reiterado tanto por el bibliófilo Hu Yinglin como por Fan Yulin, Secretario del Ministerio de Guerra. Aparentemente aficionada a las causas marciales, Xue no estaba por encima de utilizar su posición para influir en asuntos militares, incluso abandonando en una ocasión a su amante Yuan Baode cuando este rechazó financiar una expedición contra los japoneses en Corea.
En algún momento después de 1605 su carrera como cortesana llegó a su fin cuando se casó con el dramaturgo y burócrata Shen Defu. Estuvo casada varias veces  (muchas de las propuestas las hizo ella) pero ninguna de estas uniones duró. Además de Shen Defu, sus maridos incluyeron al general Li Hualong, al crítico de arte Li Rihua y, más tarde en su vida, un rico empresario del que no se conoce el nombre de Suzhou. A pesar de que quería tener descendencia, no lo consiguió.
Más tarde en su vida se convirtió al budismo y permaneció soltera, retirándose en su mayor parte del mundo. Sin embargo, incluso a los ochenta años de edad, continuaba todavía activa en el mundo literario, invitando a artistas femeninas como Huang Yuanjie y Yi Lin en su casa del Lago del Oeste tras el derrumbamiento de la dinastía Ming. Junto a su amiga budista Yang Jiangzi (la hermana de la compañera cortesana de Xue, Liu Yin), realizó peregrinajes a sitios sagrados como el monte Lu y el monte Emei. La fecha de su muerte es incierta; algunas fuentes sugieren que pueda haber vivido hasta la década de 1650, mientras que otros colocan su muerte a finales de la década de 1630 o principios de la de 1640. Qian Qianyi menciona su muerte en un trabajo publicado en 1652, así que es evidente que ha de haber fallecido antes de esta fecha.

## Pinturas

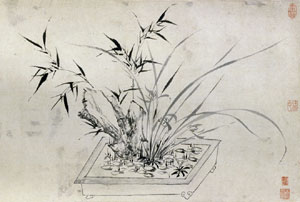
Lan Zhu Song Mei Tu (Orquídea, Bambú, Pino y Ciruela) por Xue Susu.

Mujer bonita en Líneas Sencillas por Xue Susu.

Xue ya era una pintora consumada en su adolescencia, y su talento artístico era muy conocido. Su trabajo se consideraba similar al de Chen Chun. Una de sus pinturas fue considerada "el trabajo más logrado de su clase en toda la era Ming", y los críticos de arte contemporáneos la consideraron cuando "una maestra de la técnica". Hu Yinglin consideraba que Xue estaba en la cima de la pintura contemporánea, preguntando "¿Qué pintor famoso con manos especializadas le puede superar?" y afirmando que "... [Ella] supera a cualquiera en la pintura de bambú y orquídeas." Xue también era altamente admirada por el eminente pintor y crítico de arte Dong Qichang, que fue inspirado para copiar el Sutra del corazón en respuesta a la pintura de Xue del bodhisattva Guanyin; afirmó que "Ninguno [de los trabajos de Xue Susu] carece de una intención y espíritu que se aproximan a lo divino."  A pesar de que pintaba los temas típicos de paisajes, bambú y flores (teniendo un particular cariño por las orquídeas), Xue fue reconocida por su trabajo en pinturas de figuras, que era un tema artístico comparativamente inusual para que lo trataran las cortesanas. Ejemplos de sus pinturas se muestran en el Museo de Arte de Honolulu y el Museo de Arte Asiático de San Francisco.

## Poesía
Xue regularmente acentuaba sus pinturas con poemas propios, y publicó dos volúmenes de textos, de los cuales solo uno se ha conservado hasta hoy. Hua suo shi Chino: en chino tradicional, 花瑣事 (Bagatelas sobre Flores) es una colección de ensayos de prosa corta y anécdotas sobre varias flores, mientras que Nan te cao: 南游草
 (Notas de un Viaje al Sur), que se ha perdido, aparentemente contuvo una selección de sus poemas sobre su vida como cortesana. Cierto número de sus poemas se recopilaron en varias antologías de finales de la dinastía Ming y principios de la dinastía Qing.

Hu Yinglin escribió que "su poesía, a pesar de que carece de libertad, muestra un talento raro entre las mujeres." Moviéndose por círculos literarios, Xue también proporcionaba inspiración para muchos poetas contemporáneos. Xu Yuan, otra poeta del periodo, describe el atractivo de Xue:
Florece el loto cuando mueve su par de arcos

Su pequeña cintura, solo una mano, es suficientemente ligera para bailar en una palma

Se apoya coquetamente contra el Viento del Este

Su color puro y nebulosa delicadeza llenan la luna.
1. ^ Dorothy Ko (1994). Profesores de los Cuartos Interiores: Mujeres y Cultura en Decimoséptima Porcelana de Siglo. Stanford Prensa universitaria. p. 170. ISBN 978-0-8047-2359-6. 

Hu Yinglin escribió sobre Xue:

¿Quién trasplantó esta flor de especie renombrada al Jardín Imperial?

El propio trabajo de Xue trata múltiples temas, desde lo ligeramente erótico a lo romántico y lo caprichosamente filosófico:
Dentro de las paredes de la ciudad en el barrio del placer,

Me siento profundamente mortificada de que mis talentos superen a los de los demás,

El río brilla, las aguas claras, las gaviotas nadan en pareja,

El cielo parece hueco, las nubes serenas, y los gansos salvajes vuelan en fila,

Mi vestido bordado toma prestado un poco del matiz del hibisco,

El vino esmeralda comparte el aroma del loto,

Si no compartiera tus sentimientos,

¿Cómo me atrevería a festejar contigo, Maestro He?

Xue frecuentemente intercambiaba poemas y pinturas con su clientela, recibiendo sus propias obras de arte a cambio.

## Tiro con arco
Aunque destacaba en poesía, pintura y bordado, la habilidad que distinguía a Xue por encima de otras cortesanas y creó un culto de celebridad alrededor suyo fue su talento con el arco. Su maestría en un arte tradicionalmente masculino le dio un aire andrógino que se consideraba altamente atractivo por los literatos de la época. Habiendo practicado en Pekín de niña, mejoró sus habilidades al permanecer una temporada en compañía de un oficial militar en las regiones exteriores de China. Los jinetes de las tribus locales allí estuvieron impresionados con su tiro, y se convirtió en algo así como una celebridad local. Más tarde en su vida dio exhibiciones públicas en Hangzhou, que atrajeron numeroso público. Hu Yinglin describe una de ellas:
" Es capaz de disparar dos pelotas de su ballesta una tras otra y hacer que la segunda pelota golpee la primera y la rompa en el aire. Otro truco que puede hacer es colocar una pelota en el suelo, y, estirando el arco atrás con su mano izquierda, con su mano derecha dispara el arco detrás de su espalda, y le da a la pelota. De cien tiros, no falló ni uno solo".
Lu Bi, poeta también, recuerda otro truco realizado por Xue: "Cuando la sirvienta toma una pelota en su mano y la coloca encima de su cabeza / Ella [Xue] se da la vuelta, la golpea con otra pelota, y ambas caen al suelo."